# George Kennedy
George Harris Kennedy Jr. (ur. 18 lutego 1925 w Nowym Jorku, zm. 28 lutego 2016 w Middleton) – amerykański aktor.
Laureat Oscara dla najlepszego aktora drugoplanowego za rolę Clarence’a „Dragline’a” Slidella w dramacie więziennym Stuarta Rosenberga Nieugięty Luke (1967), za którą był także nominowany do Złotego Globu dla najlepszego aktora drugoplanowego. Kreacja kapitana Josepha „Joego” Patroniego Seniora, głównego mechanika linii Trans World Airlines na międzynarodowym lotnisku w Lincoln w dramacie sensacyjnym Port lotniczy ’77 (1977) przyniosła mu drugą nominację do Złotego Globu dla najlepszego aktora drugoplanowego. Wystąpił w roli kapitana Eda Hockena w komediowym cyklu Naga broń z Lesliem Nielsenem.
Kennedy grał w filmach nieprzerwanie od początku lat 60., pozostając jednym z najbardziej rozpoznawalnych aktorów amerykańskich. 
3 października 1991 otrzymał własną gwiazdę w Alei Gwiazd w Los Angeles znajdującą się przy 6356 Hollywood Boulevard.

## Życie prywatne
Był synem Heleny (Kieselbach), tancerki baletowej i George’a Harrisa Kennedy’ego, lidera orkiestry. Jego rodzina miała pochodzenie irlandzkie, niemieckie i angielskie.
Na stałe mieszkał wraz z rodziną w miasteczku Eagle w stanie Idaho. Od 1978 jego żoną była Joan McCarthy, z którą miał córkę Shaunnę. Poprzednio związany był z Normą Wurman, którą poślubiał dwukrotnie i dwukrotnie się z nią rozwiódł.

## Nagrody
- Nagroda Akademii Filmowej
  - 1968: Nieugięty Luke (Najlepszy Aktor Drugoplanowy)

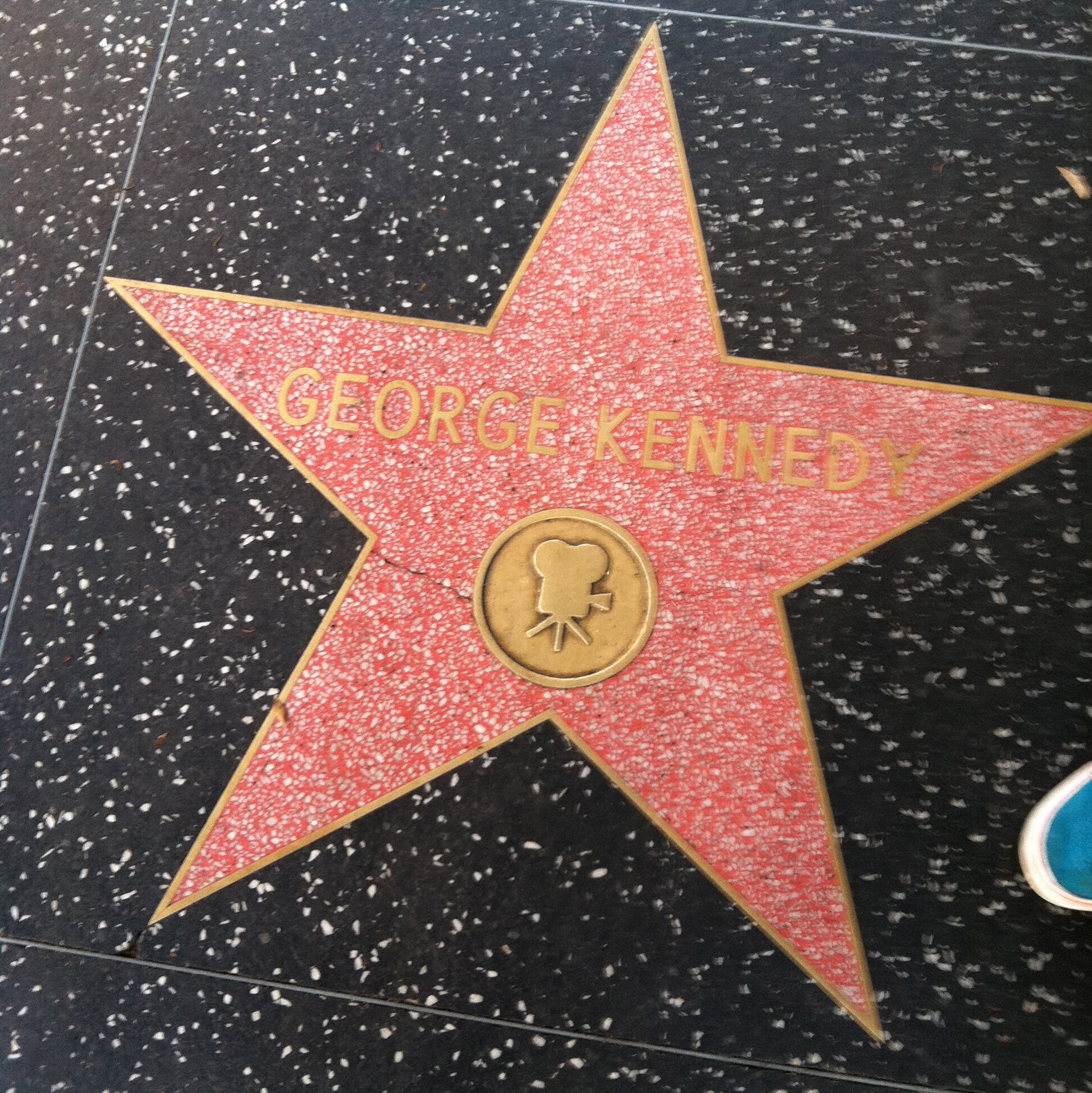
Gwiazda

## Filmografia
- Spartakus (1960) jako zbuntowany żołnierz (epizod; filmowy debiut)
- Ostatni kowboj (1962) jako Guttierez, zastępca szeryfa
- Szarada (1963) jako Herman Scobie
- Doborowa jednostka (1964) jako Henri Le Clerc
- Nie płacz, Charlotto (1964) jako majster
- Wojna o ocean (1965) jako płk. Gregory
- Miraż (1965) jako Willard
- Synowie Katie Elder (1965) jako Curley
- Shenandoah (1965) jako płk. Fairchild
- Start Feniksa (1965) jako Mike Bellamy
- Nieugięty Luke (1967) jako Dragline
- Parszywa dwunastka (1967) jako mjr. Max Armbruster
- Szybki zmierzch (1967) jako szeryf Coombs
- Bandolero! (1968) jako szeryf Johnson
- Dusiciel z Bostonu (1968) jako Phil DiNatale
- Ale zabawa (1969) jako Axel P. Johanson
- Kolty siedmiu wspaniałych (1969) jako Chris Adams
- Dobrzy chłopcy i źli chłopcy (1969) jako Wielki John McKay
- Paskudny Dingus Magee (1970) jako Herkimer „Hoke” Birdstill
- Port lotniczy (1970) jako Joe Patroni
- Synowie szeryfa (1973) jako Abe Fraser
- Zagubiony horyzont (1973) jako Sam Cornelius
- Piorun i Lekka Stopa (1974) jako Red Leary
- Trzęsienie ziemi (1974) jako sierżant Lew Slade
- Port lotniczy 1975 (1974) jako Joe Patroni
- Czynnik ludzki (1975) jako John Kinsdale
- Akcja na Eigerze (1975) jako Ben Bowman
- Port lotniczy ’77 (1977) jako Joe Patroni
- Śmierć na Nilu (1978) jako Andrew Pennington
- Zagubiony transport (1978) jako gen. George S. Patton
- Port lotniczy ’79 (1979) jako Joe Patroni
- Statek śmierci (1980) jako Ashland
- Wirus (1980) jako admirał Conway
- Tuż przed świtem (1981) jako Roy McLean
- Bolero (1984) jako Cotton
- Radioaktywne sny (1985) jako Spade Chandler
- Oddział Delta (1986) jako o. O’Malley
- Creepshow 2 – Opowieści z dreszczykiem (1987) jako Ray Spruce
- Jaskinia demonów (1988) jako Bill Crafton
- Dallas (1978–1991; serial TV) jako Carter McKay (w latach 1988–1991)[8]
- Naga broń: Z akt Wydziału Specjalnego (1988) jako kpt. Ed Hocken
- Martwy mózg (1990) jako Vance
- Najemny zabójca (1990) jako Thomas
- Koszmar w południe (1990) jako Hanks
- Naga broń 2½: Kto obroni prezydenta? (1991) jako kpt. Ed Hocken
- Naga broń 33⅓: Ostateczna zniewaga (1994) jako kpt. Ed Hocken
- Koty nie tańczą (1997) – L.B. Mammoth (głos)
- Mali żołnierze (1998) – Brick Bazooka (głos)
- Dennis znów rozrabia (1998) jako dziadek Johnson
- Faceci w bieli (1998) jako gen. Vice
- Szkoła stewardes (2003) jako pasażer zamawiający wódkę
- Nie wracaj w te strony (2005) jako reżyser
- Piaski otchłani (2007) jako John Tevis
- Six Days in Paradise (2010) jako Monty Crenshaw
- Kolejny szczęśliwy dzień (2011) jako Joe
- The Gambler (2014) jako Edward